# Mårten Melin
Mårten Melin (ur. 1972) – szwedzki autor książek dla dzieci i młodzieży.
W Polsce w 2016 roku ukazała się jego książka Chłopak z lasu (oryg. Som trolleri, 2010) w tłumaczeniu Agnieszki Stróżyk.
Wydawnictwo Czarna Owca zapowiedziało w tym samym roku publikację innej jego książki Trochę więcej niż uścisk (Lite mer an en kram, 2014), jednak nie ukazała się ona na rynku.